# Geraldo Gilberto Ludwig
Geraldo Gilberto Ludwig (Canoas, 29 de março de 1918  — 10 de março de 1999) foi um Militar e Político brasileiro. foi prefeito de Canoas (1973-1978, 1978-1979).
filho de uma família conhecida na cidade, era o filho caçula de Frederico Guilherme Ludwig e Arminda Kessler Ludwig (apelidada de dona mimosa), seu irmão Vitor Ludwig seria um dos líderes da emancipação do município de canoas em 1939, Geraldo Gilberto Ludwig estudou no colégio São José (hoje La Salle) e depois no colégio Rosário. assim como seus outros irmãos ele seguiu a carreira militar chegando até a reserva como Tenente-Coronel, recebeu a Medalha Santos Dumont.
em 1973 foi nomeado prefeito de Canoas, sendo o primeiro prefeito nascido em canoas, sua gestão é conhecida pela construção do calçadão de canoas, esgoto fluvial do bairro niterói, parque municipal e o corpo de bombeiros, sua gestão foi também responsável pela elevação do Mathias Velho a condição de bairro, foi um dos fundadores do rancho crioulo e criador da bandeira e brasão do município de canoas, sendo também cidadão benemérito do município, foi casado com Noêmia Paim Ludwig, sendo pai de dez filhos.
Geraldo Gilberto Ludwig faleceu no dia 10 de março de 1999, no aniversario de 60 anos do município de Canoas, ele foi considerado um dos 60 motivos para amar Canoas.